# Edisons 1992
De Edisons 1992 werden op 18 maart van dat jaar bekendgemaakt. De uitreiking vond plaats op 3 april in Slot Zeist door Drs. P, die zelf ook een Edison kreeg in de categorie Extra.
In tegenstelling tot voorgaande jaren was er geen tv-uitzending rond de Edisons. Wel was er op 3 april een reportage over de uitreiking in de actualiteitenrubriek NOS Laat op Nederland 3.
Het aantal onderscheidingen (21) was flink lager dan het jaar daarvoor, toen er 35 Edisons werden toegekend.

## Winnaars
Internationaal
- Pop (Rock): Red Hot Chili Peppers voor Blood Sugar Sex Magik
- Pop (Rock): Pearl Jam voor  Ten
- Pop (Disco-dance/Rap): Massive Attack voor Blue Lines
- Pop (Disco-dance/Rap): Galliano voor In Pursuit of the 13th Note
- Pop (R&B/Blues): Bonnie Raitt voor Luck of the Draw
- Pop (Hardrock/Metal): Metallica voor Metallica
- Pop (Middle of the road): Natalie Cole voor Unforgettable
- Country: Mark Knopfler & Chet Atkins voor Neck and Neck
- Jazz: The Harper Brothers voor Artistry
- Musical/Film: Miles Davis & Michel Legrand voor Dingo (Soundtrack)
- Extra: Barbra Streisand voor Just For The Record
- Extra: James Brown voor Star Time
- Extra: Phil Spector voor Back to Mono 1958 - 1969

Nationaal
- Pop: Laura Fygi voor Introducing
- Pop/Rock: Urban Dance Squad voor Life 'n Perspectives of a Genuine Crossover
- Levenslied: Ben Cramer voor Alles Wordt Anders
- Kleinkunst: La Pat voor La Gabbia d'Oro
- Instrumentaal: Rosenberg Trio voor Gipsy Summers
- Jeugd: Circus Custers voor Hun Mooiste Kinderliedjes op TV
- Historische uitgave: Michiel de Ruyter voor Jazz Behind the Dikes 1 & 2
- Extra: Drs. P voor Compilé sur CD

1960 · 1961 · 1962 · 1963 · 1964 · 1965 · 1966 · 1967 · 1968 · 1969 · 1970 · 1971 · 1972 · 1973 · 1974 · 1975 · 1976 · 1977 · 1978 · 1979 · 1980 · 1981 · 1982 · 1983 · 1984 · 1985 · 1986 · 1987 · 1988 · 1989 · 1990 · 1991 · 1992 · 1993 · 1994 · 1995 · 1996 · 1997 · 1998 · 1999 · 2000 · 2001 · 2002 · 2003 · 2004 · 2005 · 2006 · 2007 · 2008 · 2009 · 2010 · 2011 · 2012 · 2013 · 2014 · 2015 · 2016 · 2017 · 2018 · 2019 · 2020 · 2021 · 2022 · 2023 · 2024